# Nepi
Nepi (tên cổ Nepet hay Nepete) là một thị xã của Italia thuộc tỉnh Viterbo, vùng Latium. Thị xã có cự ly 40 km so với thành phố Viterbo và khoảng 13 km về phía tây nam của Civita Castellana. Dân số thời điểm năm 2005 là 8.438 người.
Thị xã có các suối nước khoáng, được đóng chai dưới nhãn hiệu Acqua di Nepi khắp nước Ý.
Thị xã có lâu đài Borgia xây lại vào thế kỷ 15, đại giáo đường Assunta, xây vào thế kỷ 12. 
 Bài viết này bao gồm văn bản từ một ấn phẩm hiện thời trong phạm vi công cộng: Chisholm, Hugh, biên tập (1911). Encyclopædia Britannica (ấn bản thứ 11). Cambridge University Press. {{Chú thích bách khoa toàn thư}}: |title= trống hay bị thiếu (trợ giúp)